# シヴィア (鉄道車両)
シヴィア（Civia）は、スペインの鉄道事業者（国有鉄道）であるレンフェが所有する電車の愛称。通勤・近郊列車「セルカニアス」向けの車両で、編成の長さが異なる複数の車種（462系、463系、464系、465系）が存在する。

## 概要
レンフェが運営する短距離の通勤・近郊列車「セルカニアス」で使用されていた旧型電車の置き換えおよび今後を見据えた輸送力増強を目的として開発された電車。2000年4月、CAF、シーメンス、アルストム、ボンバルディア・トランスポーテーション（現：アルストム）からなるコンソーシアム（企業連合）へ最初の発注が実施された。
アルミニウム合金が用いられている各車体は、流線形状のデザインを有し運転台を備えている先頭車体（A1、A2、B1、B2車）、バリアフリーに適した低床部分が存在する中間車体（A3車）、全室とも高床構造の中間車体（A4車）で構成されており、後述のように最大5車体連接編成まで自由な組み合わせが可能となっている他、需要に応じた中間車体の増結にも対応している。各車体の側面には幅1,300 mmの両開きプラグドアタイプの乗降扉が2箇所設けられているが、A3車については1箇所が低い位置に設置されている。また、各車体は幅広の貫通路によって結ばれており、乗客の往来の容易さが図られている。車内の座席配置はクロスシートとロングシートが各所に存在する形となっており、A3車の低床部分にバリアフリーに対応したトイレが設けられている。また、防犯目的として車内には監視カメラが設置されている。連結器はシャルフェンベルク式自動連結器が採用されており、最大2編成まで総括制御による連結運転が可能である。

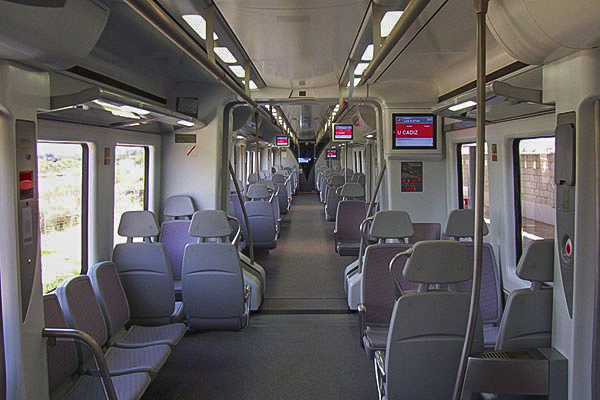
車内
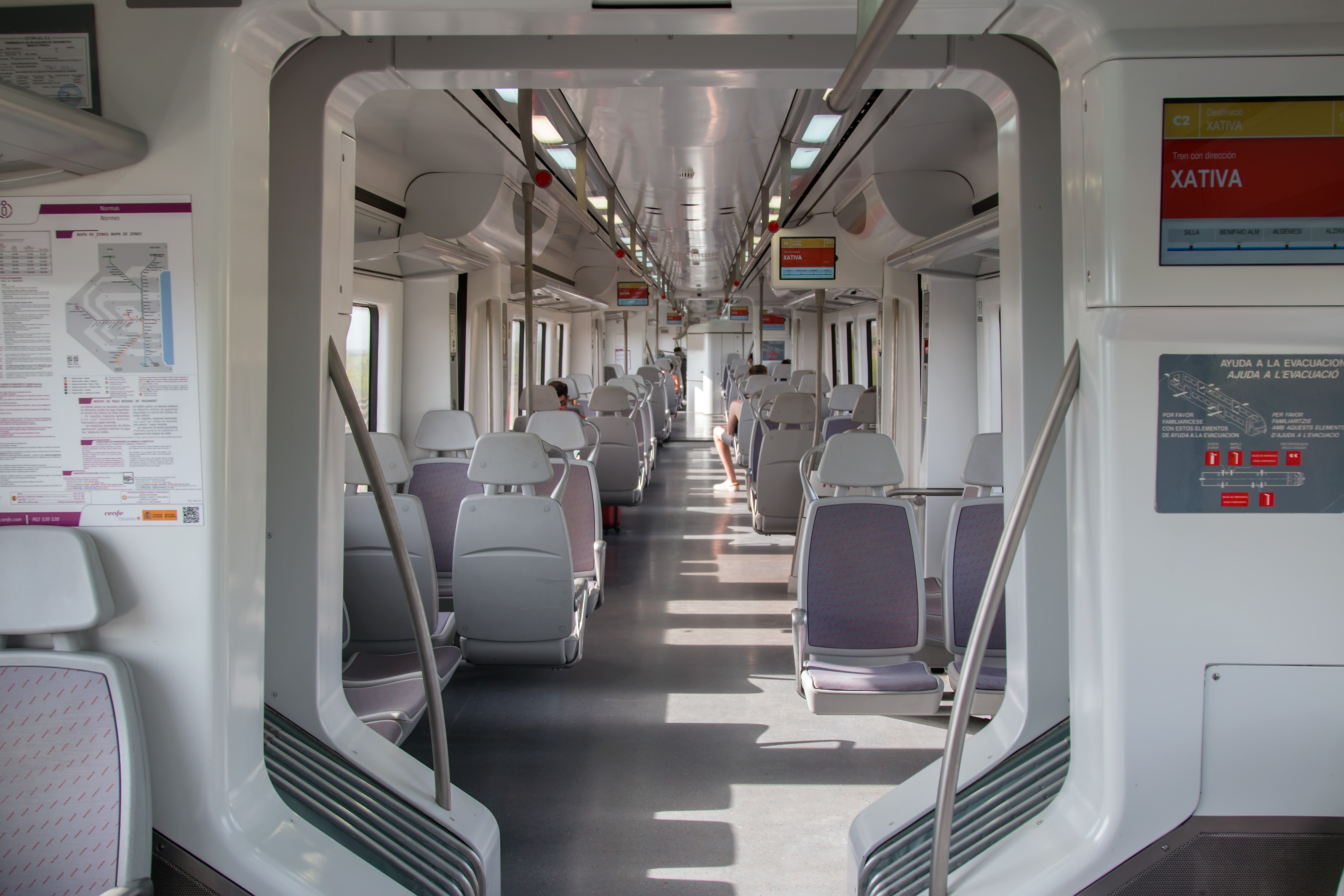
幅広の貫通路

台車は先頭車体の運転台側に設置されている付随台車（BER）と、連節部分に設置されている動力台車（BCM）の2種類が存在しており、1次ばねはゴムばね、2次ばねは空気ばねが設けられている。動力台車には2基の誘導電動機が搭載されており、各台車の空気圧装置は車輪のディスクブレーキに作用する。また、制動装置として電力が回収可能な回生ブレーキも搭載されており、車体の軽量化と合わせてエネルギー消費量の削減が図られている。空調装置は冷暖房双方に対応しており、運転室には客室とは別個の装置が備わっている。機器の制御には「Cosmos」と呼ばれるシステムが採用されており、駆動装置や空気圧装置、空調、安全装置などの制御コマンドを受信・管理し、事故や故障が起きた際には必要となる情報を作成し情報を向上や指令所に送信する機構が備わっている。これらの電気機器についてはCAFが手掛ける車両にはシーメンス製の、アルストム製には自社製の機器が搭載されるが、各機器には互換性があり、製造企業にかかわらず自由に編成を組む事が可能になっている。

## 形式
レンフェに導入された「シヴィア」は、編成ごとに以下の形式に分類されている。
- 462系 - 2車体連接車（B1 + B2）。
- 463系 - 3車体連接車（A1 + A3 + A2）。「A3車」は低床部分を含むバリアフリー車両。
- 464系 - 4車体連接車（A1 + A3 + A4 + A2）。「A3車」は低床部分を含むバリアフリー車両。
- 465系 - 5車体連接車（A1 + A4 + A3 + A4 + A2）。「A3車」は低床部分を含むバリアフリー車両。

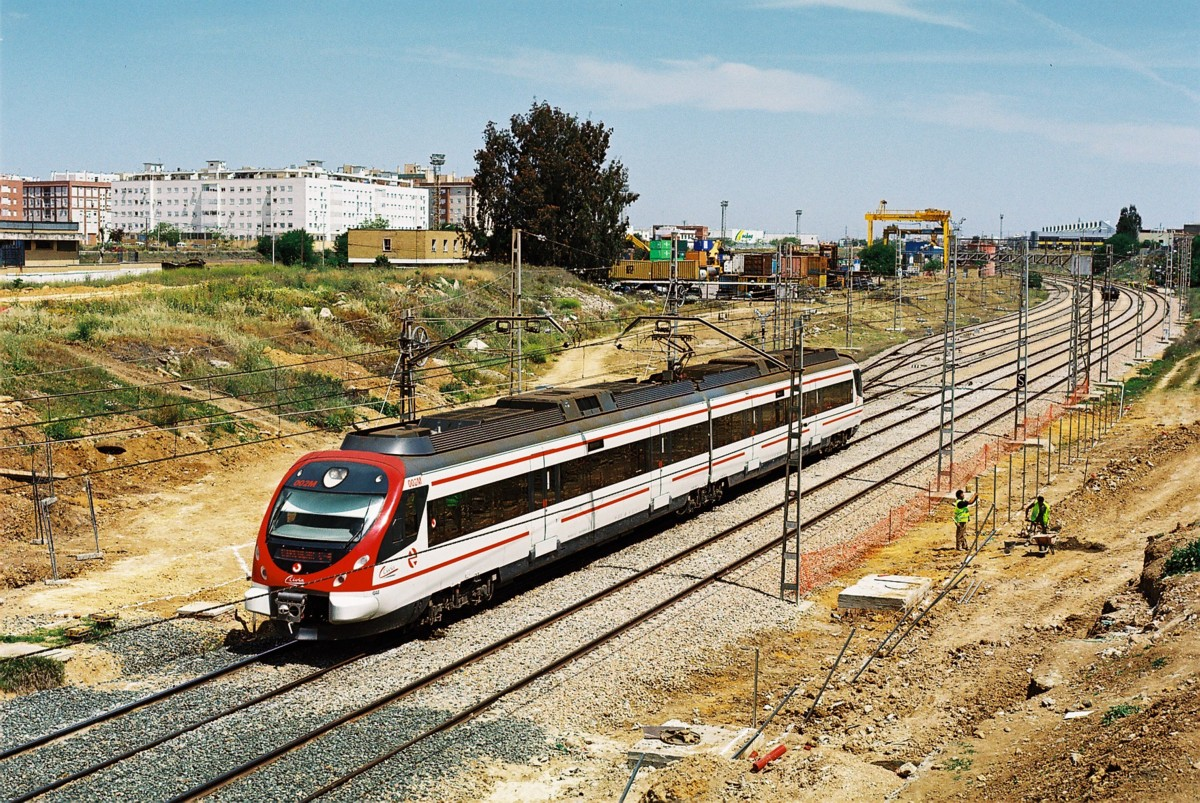
462系（2005年撮影）
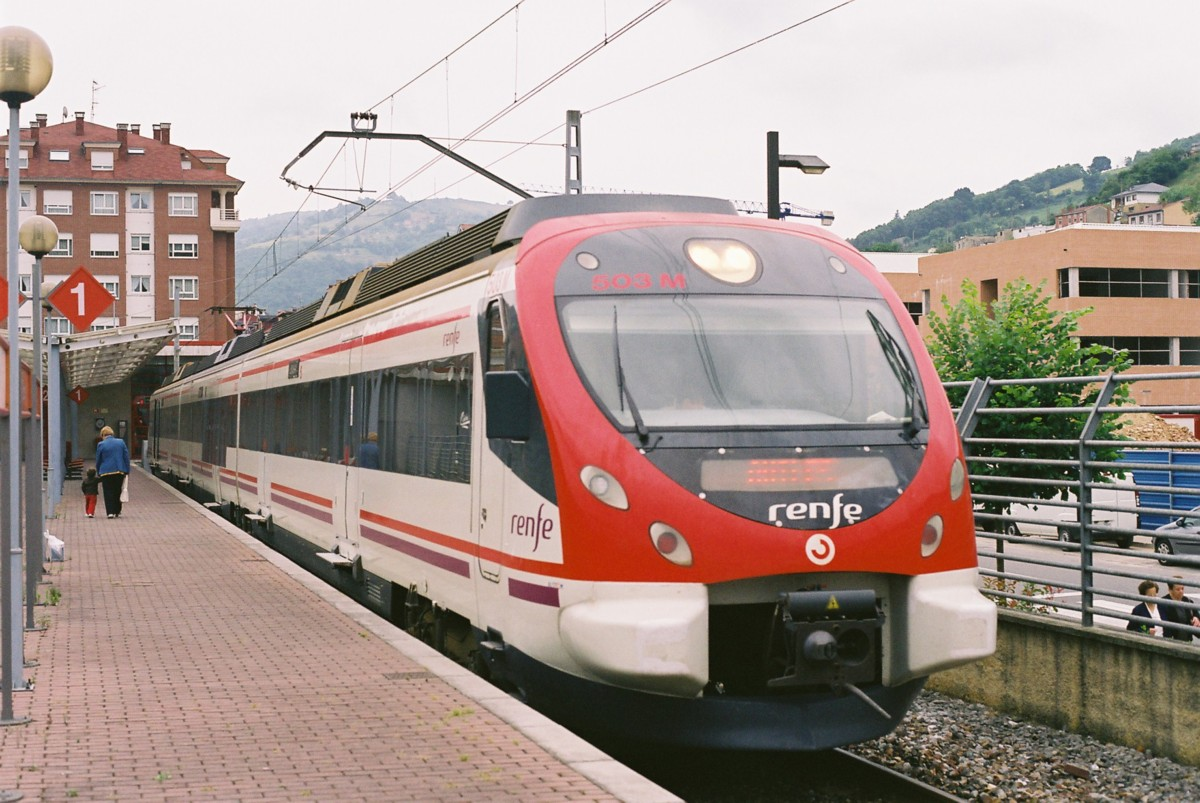
463系（2007年撮影）
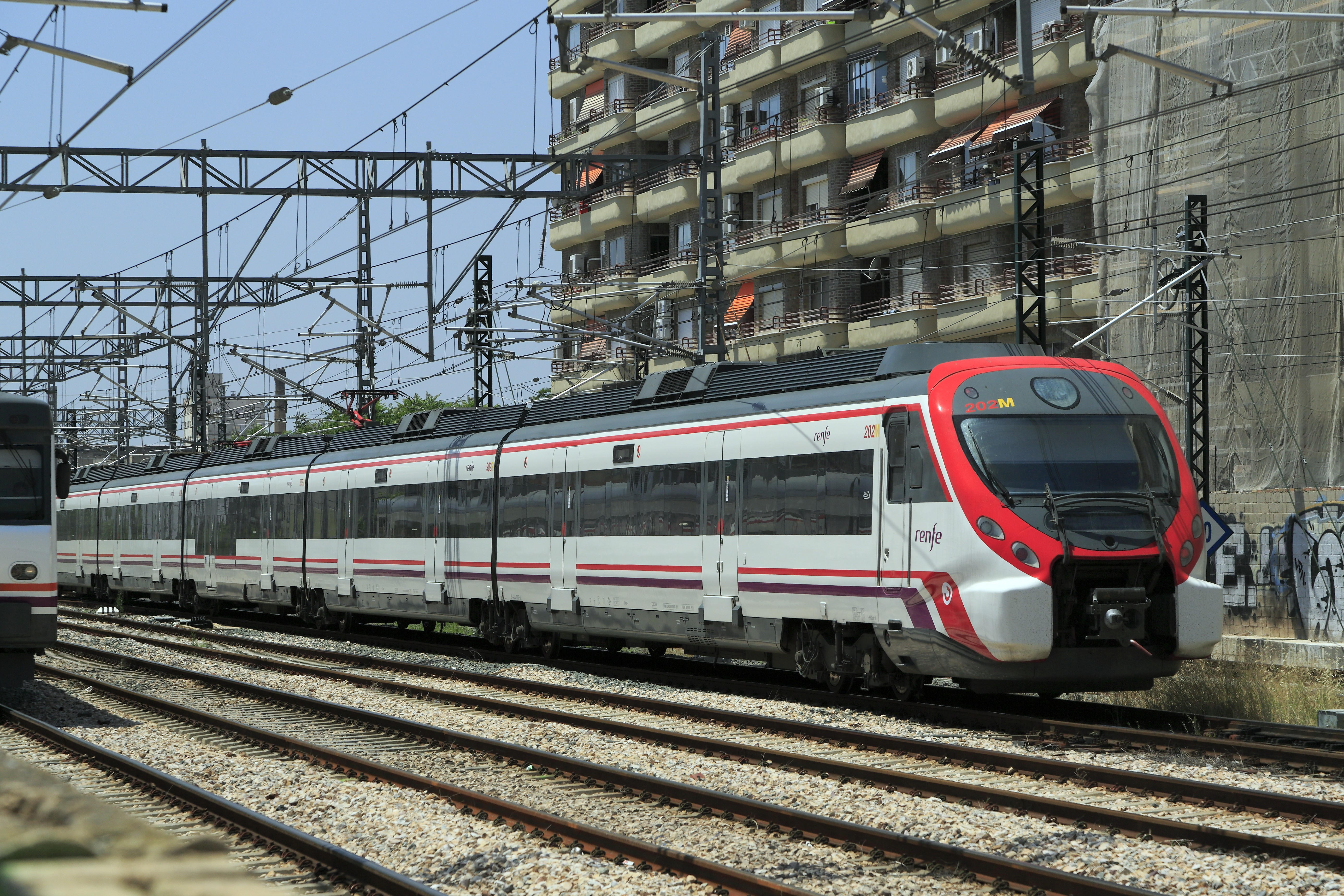
465系（2017年撮影）

## 導入
2003年に最初の列車がお披露目され、試運転を経て翌2003年7月から営業運転を開始して以降、「シヴィア」は以下のように5次に渡って発注・導入が実施され、そのうち2次車以降はCAFとシーメンスによるコンソーシアムとアルストム単独による生産が行われた。最終増備車となった5次車は2010年から2013年にかけて製造されている。
- 1次車「シヴィアI（Civia I）」  - 14編成。2000年に発注。
- 2次車「シヴィアII（Civia II）」  - 83編成。2003年に80編成を発注後、2005年にマドリード列車爆破テロ事件による車両廃車分を補填するため3編成を追加発注。
- 3次車「シヴィアIII（Civia III）」  - 80編成。2006年に発注。
- 4次車「シヴィアIV（Civia IV）」 - 60編成。2008年に発注。
- 5次車「シヴィアV（Civia V）」 - 32編成。2009年に発注。

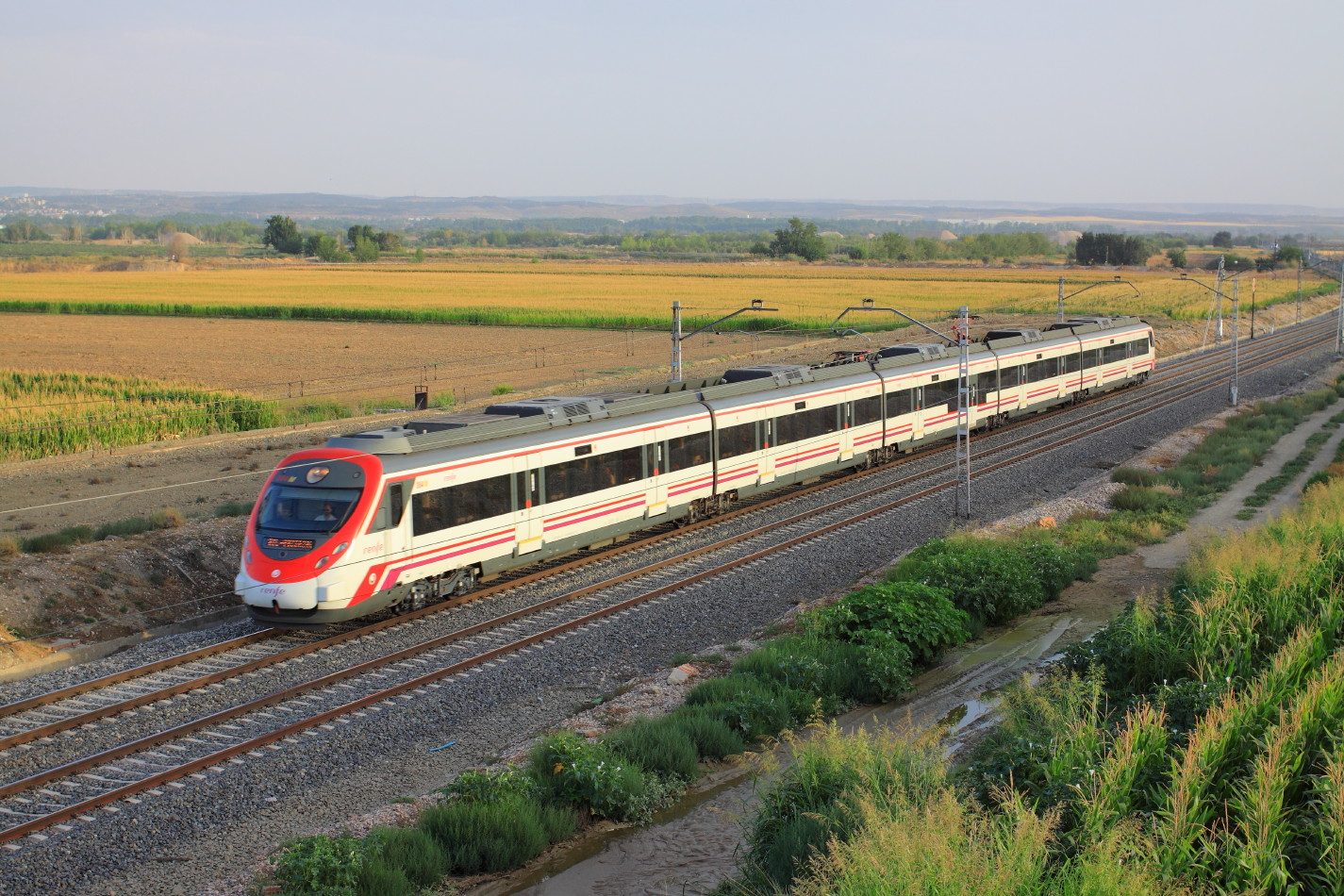
465系（2012年撮影）
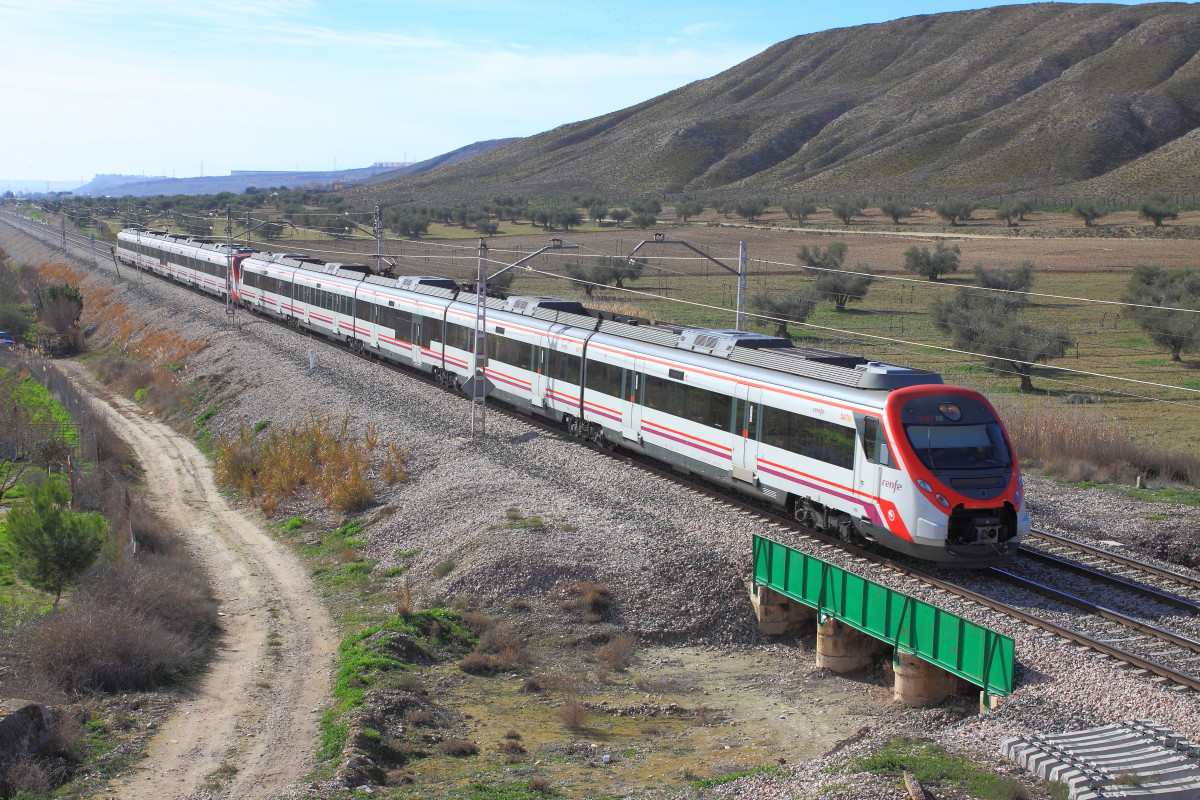
465系＋465系（2013年撮影）
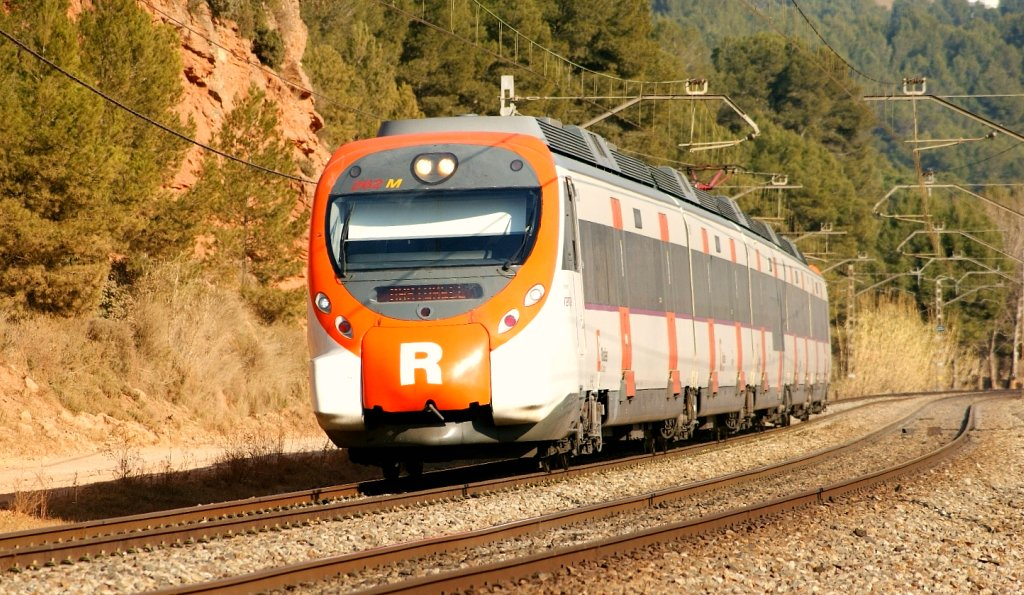
465系（カタルーニャ地域塗装）（2012年撮影）

## 関連車両
- エクストラポリス・モジュラー（スペイン語版）（X'Trapolis Modular） - チリの首都・サンティアゴや大都市・バルパライソの近郊路線向けにアルストムが生産した電車。「シヴィア」を基に設計が行われているが、扉の個数や対応する軌間を始めとした差異が存在する[8][9]。

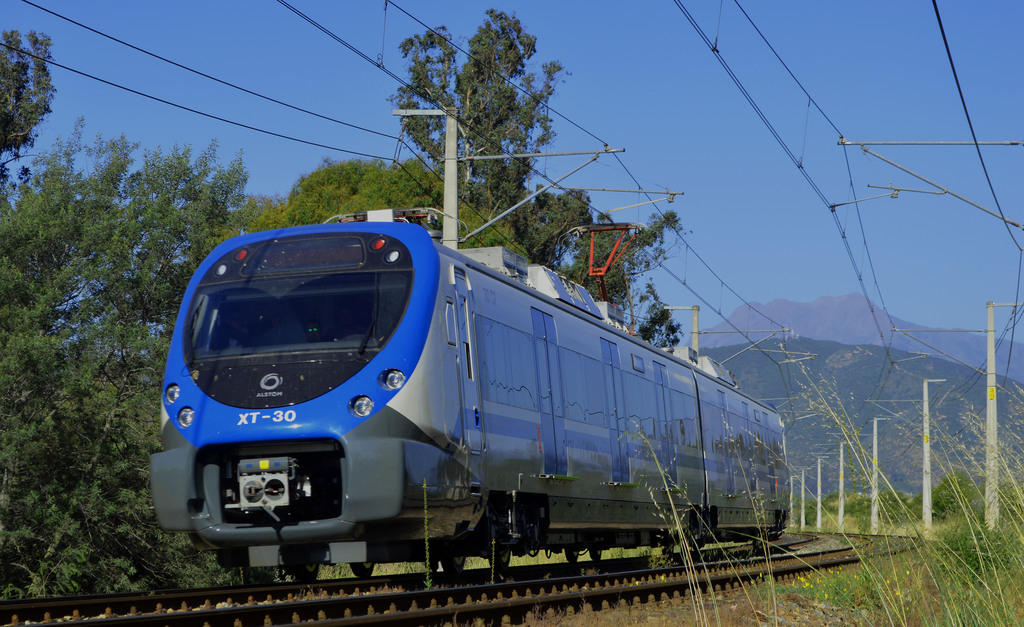
エクストラポリス・モジュラー（2016年撮影）